# Depot I von Klapý
Das Depot I von Klapý (auch Hortfund I von Klapý) ist ein Depotfund der frühbronzezeitlichen Aunjetitzer Kultur aus Klapý im Ústecký kraj, Tschechien. Es datiert in die Zeit zwischen 1800 und 1600 v. Chr. Das Depot befindet sich heute im Museum Litoměřice.

## Fundgeschichte
Das Depot wurde 1938 östlich von Klapý an einem steilen Hang des Berges Hazmburk beim Abgraben heruntergeschütteter Erde entdeckt. Die Fundstelle liegt oberhalb des Hofes Podhora knapp über dem Weg zur Burg Hazmburk. Möglicherweise war das Depot nicht hier niedergelegt worden, sondern wurde durch einen Hangrutsch sekundär verlagert. Da die einzelnen Gegenstände aber nahe beieinander lagen, kann die Verlagerung nicht sehr groß gewesen sein.
Aus der näheren Umgebung stammen ein zweites Depot, das in die späte Bronzezeit datiert, sowie zahlreiche Einzelfunde von Bronzegegenständen der frühen und späten Bronzezeit.

## Zusammensetzung
Das Depot besteht aus sieben Bronzegegenständen: ein Randleistenbeil, vier Absatzbeile und zwei Armringe. Bei den Absatzbeilen handelt es sich um Rohgüsse. Sie stammen nicht aus derselben Form, sondern unterscheiden sich voneinander. Die beiden Armringe sind gleich ausgeführt. Sie sind aus einem Stab mit kreisförmigem Querschnitt geformt und weisen sich verjüngende und überlappende Enden auf. Das Dekor besteht aus Rillen. Ein Armring ist (möglicherweise neuzeitlich) verformt.